# Sopa de fideos con carne de vacuno

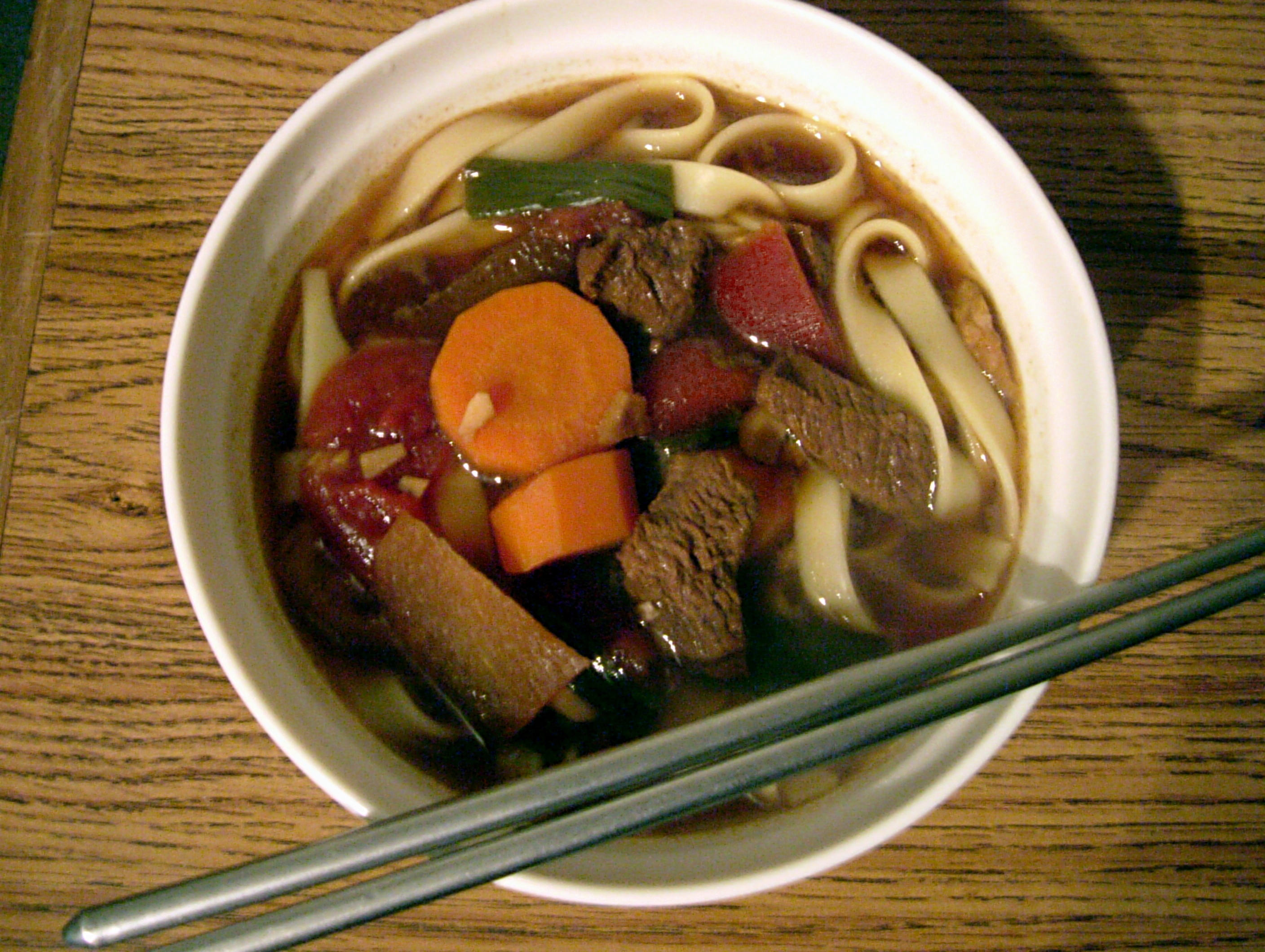
Sopa de fideos con carne de vacuno (牛肉麵)

La sopa de fideos con carne de vacuno (en chino simplificado, 牛肉面; en chino tradicional, 牛肉麵; pinyin, niúròu miàn) es una sopa de fideos típica de la cocina taiwanesa y china, compuesta de caldo de carne y trozos de carne de ternera. Existen variantes de esta sopa en algunos países de sureste asiático así como en la India. Fue creado por el grupo étnico hui (chino-musulmán) durante la dinastía Tang en China. En los países occidentales se sirve como una simple sopa que acompaña a otros platos, mientras que en China es frecuente encontrarla como un plato único.
En chino, 牛肉麵 (niúròu miàn) significa literalmente ‘fideos con carne de vacuno’. Si se pide 牛肉湯麵 (niúròu tāngmiàn) o, lo que es lo mismo, ‘sopa de fideos con carne de vacuno’, en un restaurante en Taiwán o China, se podría ver servido de un bol barato de fideos en el que hubiera solamente caldo, pero ningún pedazo de carne. Debido a que la carne ha sido poco a poco más asequible para las clases medias, hoy en día la mayoría de los restaurantes no incluyen esta variante de «solamente caldo». Si se pide un 牛肉湯 (niúròu tāng) o ‘sopa de carne de vacuno’, se serviría un bol más caro que incluye algunos trozos de carne de ternera, pero sin fideos.
Una versión muy común en Vietnam es la sopa denominada phở.

## Características
Las carnes empleadas para la elaboración de esta sopa son aquellas partes del ganado vacuno que tienen tendones: como pueden ser las partes de la costilla, las partes cercanas al rabo, etcétera. Con los huesos se hace el caldo que hará de soporte a la sopa. Se suele hacer la cocción algunas especies como: hojas de laurel, anís estrellado, y jengibre, para dar un poco de sabor salado se suele añadir salsa de soya así como alguna salsa picante para dar sabor. Antes de servir se suele picar una cebollas de primavera y se vierte sobre los boles.